# Федерация лёгкой атлетики Республики Казахстан
Федерация лёгкой атлетики Республики Казахстан (сокр. ФЛА РК) — спортивная организация, занимающаяся развитием и популяризацией лёгкой атлетики в Казахстане и руководящая проведением национальных соревнований в этом виде спорта. Является членом Международной ассоциации легкоатлетических федераций (ИААФ) и Азиатской легкоатлетической ассоциации (ААА).

## История
25 марта 1918 года Алексей Михайлович Огородников зарегистрировал в органах Советской власти «Семипалатинский спортивный кружок», в котором одним из основных видов была лёгкая атлетика.
В 1959 году, на базе существующих Всесоюзных Секций при Центральном Совете Союза спортивных обществ и организаций СССР, были созданы Федерации по видам спорта, в том числе и Федерация лёгкой атлетики СССР. В этом же году была образована Федерация лёгкой атлетики Казахской ССР. Поэтому датой её основания принято считать 1959 год.
До провозглашения независимости Республики Казахстан, в 1991 году, Республиканская Федерация являлась подразделением Всесоюзной Федерации и занималась развитием лёгкой атлетики на уровне республики.
30 мая 1992 года в Торонто (Канада) на Совете ИААФ, ФЛА РК была принята во временные члены ИААФ, а 2 июня 1992 года в Дохе (Катар) на Совете АААА – во временные члены Азиатской Ассоциации. 10 августа 1993 года в Штутгарте (Германия) на 39-м Конгрессе ИААФ ФЛА РК была принята в постоянные члены ИААФ, а 29 ноября в Маниле (Филиппины) на 10-м Конгрессе ААА – в постоянные члены ААА.

## Структура
Высшим органом управления ФЛА РК является Конфедерация, в состав которой входят президент, вице-президенты, члены федерации, руководители филиалов и региональных федераций.
В настоящее время президентом ФЛА РК является Даниал Кенжетаевич Ахметов, избранный на эту должность 16 марта 2018 года и сменивший на посту Адильбека Джаксыбекова.
C 3 мая 2017 года главным тренером сборной является Григорий Александрович Егоров.
Постоянно действующим органом управления является генеральный секретарь. С 27 сентября 2018 года эту должность занимает Асхат Рашидович Сейсембеков .

## Руководители
- Бекбаев Ш. Ш. (1959-?)
- Анисимов В. П.
- Тулинов А. В.
- Мурзагалиев Г. М.
- Усенбаев З. Б.
- Сериков, Сайлау Досумович (?-1991)
- Иванов, Игорь Павлович (1991-1995)
- Зыков, Владимир Николаевич (1995-2000)
- Куватов, Рустем Катаямович (2000-2005)
- Новиков, Павел Максимович (2005-2016)
- Джаксыбеков, Адильбек Рыскельдинович (2016-2018)[6]
- Ахметов, Даниал Кенжетаевич (с 2018)

## Соревнования
Федерация лёгкой атлетики Республики Казахстан проводит следующие соревнования:
- Чемпионат Республики Казахстан по лёгкой атлетике,
- Чемпионат Республики Казахстан по лёгкой атлетике в помещении,
- Кубок Республики Казахстан по лёгкой атлетике,
- Кубок Республики Казахстан по лёгкой атлетике в помещении.

## Результаты
За всю историю казахстанской лёгкой атлетики спортсмены завоевали: 
- Олимпийские игры – 5 золотых, 4 серебряных, 8 бронзовых медалей;
- Чемпионаты мира – 1 золотая, 6 серебряных, 7 бронзовых;
- Чемпионаты мира в помещении – 3 золотых, 5 серебряных, 2 бронзовых;
- Кубок мира – 4 золотые, 1 серебряная, 6 бронзовых;
- Чемпионат Европы – 2 золотые, 4 серебряные, 5 бронзовых;
- Чемпионат СССР и СНГ – 83 золотые;
- Азиатские Игры – 23 золотые, 34 серебряные, 27 бронзовых;
- Чемпионат Азии – 36 золотых;
- Чемпионат Азии в помещении – 46 золотых.

С 1952 по 2016 год 159 легкоатлетов Казахстана  приняли участие в Олимпийских играх.